# Parc La Grange

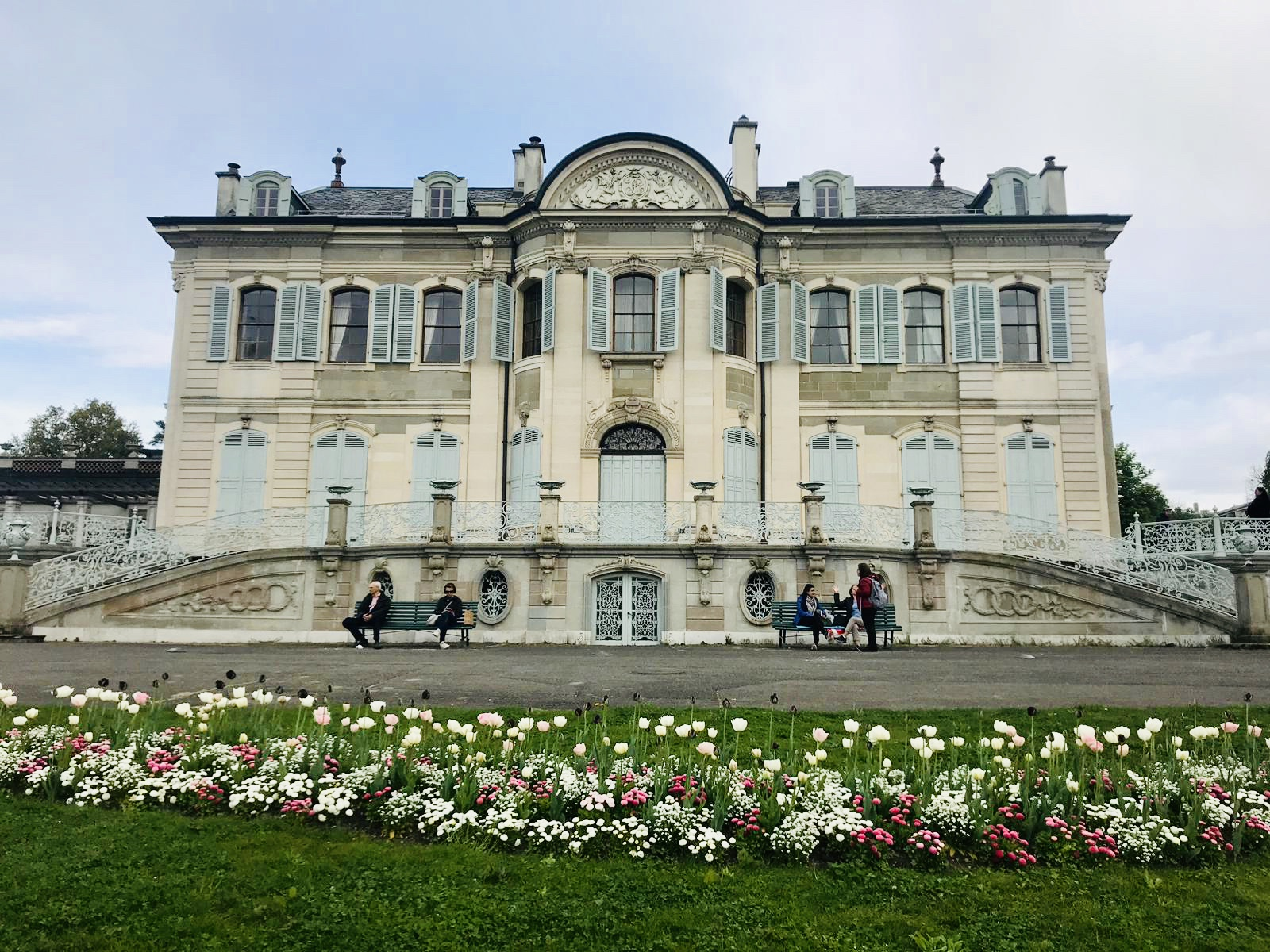
Villa La Grange, která stojí uprostřed parku

Parc La Grange je park v Ženevě ve Švýcarsku. Park se nachází na vyvýšenině na jihu Ženevského jezera. Celková plocha parku je 200 000 m2.
16. června 2021 se ve vile konal summit amerického a ruského prezidenta.

## Popis zahrady

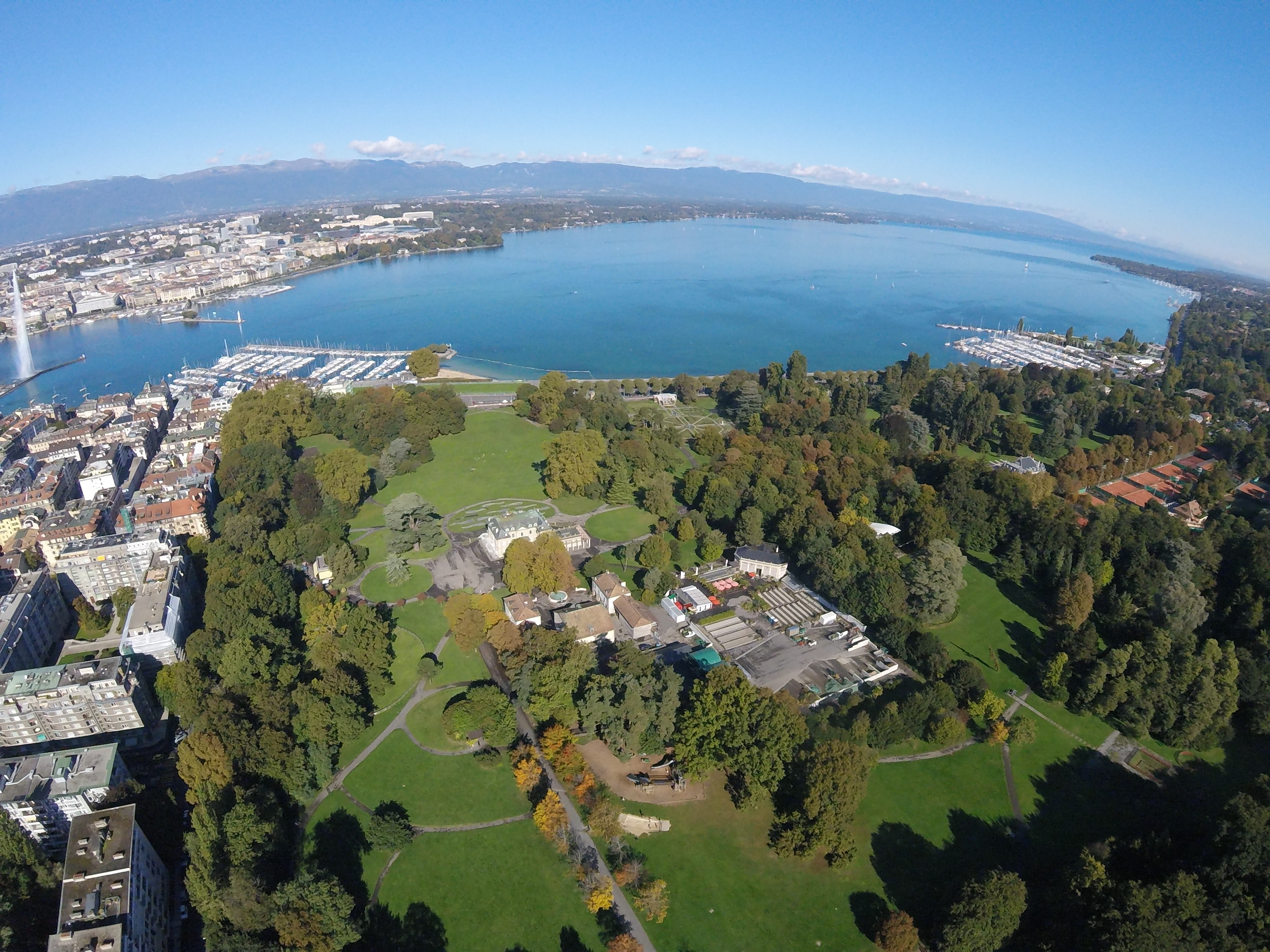
Pohled na park z letadla

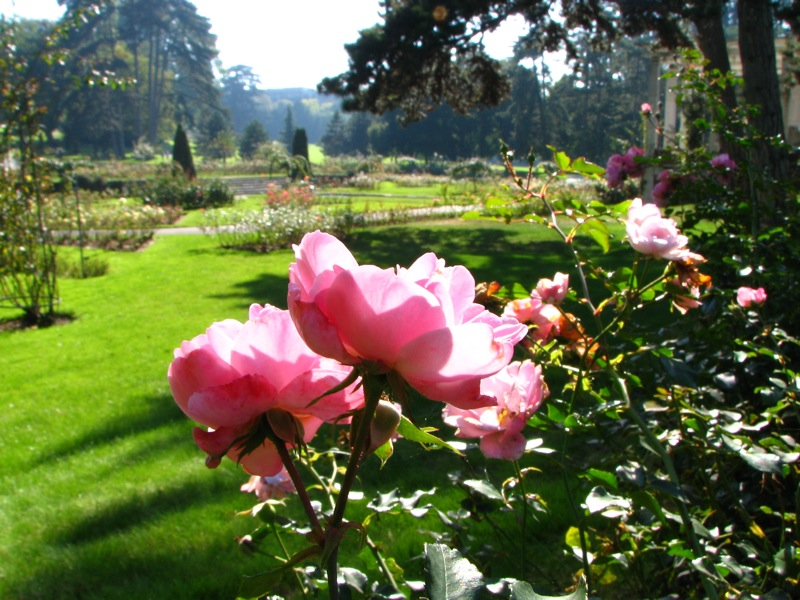
Zahrada s růžemi v parku La Grange

V zahradě se nachází několik desítek vzrostlých stromů. V zahradě nalezneme také největší zahradu s růžemi v celé Ženevě. V areálu se nachází také rozlehlá alpská zahrada. V zahradě stojí také vila La Grange z 18. století a dvě divadla.

## Vila La Grange
Vilu ve druhé polovině 18. století navrhl architekt Jean-Louis Bovet, původně sloužila jako letní sídlo rodiny Lullinových a nacházela se na tehdejším okraji města. Dnes jde o památkově chráněnou stavbu. Ve vile se v roce 1864 konalo první zasedání Mezinárodní rady Červeného kříže. V té době vila patřila Edmundu Favreovi.
William Favre daroval v roce 1917 vilu daroval městu Ženevě.
10. června 1969 sloužil papež Pavel VI. při své návštěvě Ženevy mši svatou pro 70 tisíc lidí, kteří stáli v parku.
16. června 2021 se v Ženevě setkali americký prezident Joe Biden a ruský prezident Vladimir Putin. Ve vile je přivítal švýcarský prezident Guy Parmelin. Spolu s prezidenty se ve vile setkali i ministři zahraničí a další spolupracovníci prezidentů.

### Knihovna
Knihovna ve vile La Grange se nachází knihovna s více než 12 000 svazky. Dnes knihovna spadá pod Bibliothèque de Genève. Většinu knih do sbírek získal jeden z majitelů vily, Guillaume Favre.